# Thalassema peltzelnii
Thalassema peltzelnii är en djurart som tillhör fylumet skedmaskar, och som beskrevs av Diesing, C.M. 1859. Thalassema peltzelnii ingår i släktet Thalassema och familjen Echiuridae. Inga underarter finns listade i Catalogue of Life.